# Chênois Genève Volleyball
Chênois Genève Volleyball – szwajcarski męski klub siatkarski z Genewy. Obecnie występuje w najwyższej klasie rozgrywkowej (LNA).

## Sukcesy
Puchar Szwajcarii:
- 1979, 1986, 1993, 1994, 1997, 2002, 2003, 2006, 2023

Mistrzostwo Szwajcarii:
- 1984, 1996, 1997, 2002, 2006, 2012, 2021
- 1998, 1999, 2001, 2003, 2004, 2010, 2011, 2022[1]
- 2000, 2008

Superpuchar Szwajcarii:
- 1997, 2005, 2010, 2011, 2023